# Maqbool – Der Pate von Mumbai
Maqbool ist eine moderne Adaption des Theaterstücks Macbeth von William Shakespeare. Der von Kritikern hochgelobte Bollywoodfilm konnte zwar keinen kommerziellen Hit landen, gewann allerdings wichtige nationale Preise. Außerdem wurde der Film 2003 beim Toronto International Film Festival gezeigt.

## Handlung
Bombay wird von Gangsterboss Jahangir Khan, genannt Abbaji, kontrolliert. Nicht nur die korrupten Polizisten Purohit und Pandit arbeiten für ihn, auch die Politiker sind auf ihn angewiesen. Miyan Maqbool ist seine rechte Hand und ein verlässlicher Gangster. Abbajis junge Frau Nimmi hat bereits ein Auge auf ihn geworfen und beginnt eine Affäre mit ihm. Sie will ihre Liebe nicht mehr verstecken müssen und stellt ihn vor die Wahl – entweder tötet er Abbaji oder sie. 
Als Abbajis zukünftiger Schwiegersohn Guddu als sein Nachfolger in Frage kommt, sieht Maqbool die Gefahr und tötet Abbaji im Schlaf. Nun wird Maqbool der Chef des Clans. Allerdings wird ihm nicht die nötige Loyalität entgegengebracht, da alle den Mord erahnten. Die Politiker, Polizisten und rivalisierende Gangster – das alles zerreißt unter Maqbools Herrschaft und treibt ihn so in die Verzweiflung. Auch Nimmi wird von Wahnvorstellungen verfolgt. Ein Mord jagt den nächsten – bis sich die Prophezeiung des Polizisten Pandit erfüllt und Maqbool dem Tod entgegenblickt.

## Musik
| Songtitel                 | Sänger/in                                                   |
| ------------------------- | ----------------------------------------------------------- |
| Jhin Min Jhini            | Sadhana Sargam, Sultan Khan, Anuradha Sriram, Rakesh Pandit |
| Ru-Ba-Ru                  | Daler Mehndi, Rakesh Pandit, Sabir Khan, Dominique          |
| Rone Do                   | Rekha Bhardwaj                                              |
| Dheemo Re                 | Sultan Khan                                                 |
| Maqbool Theme             | Instrumental                                                |
| Rukhe Naina               | Sanjeev Abhyankar                                           |
| Chingari                  | Rekha Bhardwaj                                              |
| Killing                   | Instrumental                                                |
| Shoonya                   | Instrumental                                                |
| Nirvana                   | Instrumental                                                |
| Jhin Min Jhini (extended) | Sadhana Sargam, Sultan Khan, Anuradha Sriram, Rakesh Pandit |

## Gegenüberstellung zu Shakespeares Macbeth
| Filmdarsteller   | Charaktere im Film       | Charaktere in der Tragödie |
| ---------------- | ------------------------ | -------------------------- |
| Irrfan Khan      | Miyan Maqbool            | Macbeth                    |
| Tabu             | Nimmi                    | Lady Macbeth               |
| Pankaj Kapoor    | Jahangir Khan (Abbaji)   | Duncan                     |
| Om Puri          | Polizist Pandit          | Hexe                       |
| Naseeruddin Shah | Polizist Purohit         | Hexe                       |
| Piyush Mishra    | Kaka                     | Banquo                     |
| Ajay Gehi        | Guddu                    | Fleance                    |
| Ankur Vikal      | Riyaz Boti               | Macduff                    |
| Shammi Narang    | Mr. Bhosle               | -                          |
| Masumeh Makhija  | Sameera, Abbajis Tochter | -                          |
| Pubali Sanyal    | Riyaz Botis Ehefrau      | Lady Macduff               |
| Master Raj       | Riyaz Botis Sohn         | Macduffs kleiner Sohn      |
| Gyanchand Rikki  | Mughal                   | Macdonwald                 |

## Auszeichnungen
National Film Award
- National Film Award/Bester Nebendarsteller an Pankaj Kapoor

Filmfare Award 2005
- Filmfare Award/Kritikerpreis – Bester Darsteller an Pankaj Kapoor

IIFA Award
- IIFA Award/Bester Dialog an Vishal Bhardwaj
- IIFA Award/Bestes Drehbuch an Vishal Bhardwaj, Abbas Tyrewala

Nominierung
- IIFA Award/Bester Nebendarsteller an Pankaj Kapoor

Star Screen Award
Nominierung
- Star Screen Award/Bester Schurke an Irrfan Khan
- Star Screen Award/Bester Nebendarsteller an Pankaj Kapoor
- Star Screen Award/Bester Dialog an Vishal Bhardwaj

Zee Cine Award
- Zee Cine Award/Kritikerpreis – Bester Darsteller an Pankaj Kapoor
- Zee Cine Award/Bester Dialog an Vishal Bhardwaj
- Zee Cine Award/Bestes Drehbuch an Vishal Bhardwaj, Abbas Tyrewala

Nominierung
- Zee Cine Award/Bester Nebendarsteller an Pankaj Kapoor
- Zee Cine Award/Bester Schurke an Irrfan Khan
- Zee Cine Award/Beste Regie an Vishal Bhardwaj
- Zee Cine Award/Beste Kostüme an Payal Saluja
- Zee Cine Award/Beste Story an Vishal Bhardwaj

Global Indian Film Award
- Best Screenplay an Vishal Bhardwaj, Abbas Tyrewala

Bangkok International Film Festival
- nominiert für den besten Film Golden Kinnaree Award an Vishal Bhardwaj

## Kritik
"Bei alledem ist „Maqbool“ zugleich ein klassischer Mafiafilm, der sich insbesondere vor Francis Ford Coppolas „Der Pate“ verneigt. Doch obwohl man es bei solchen disparaten Ingredienzien – Mafiafilm, Bollywoodmusical, Shakespeare – anders vermuten könnte: Herausgekommen ist ein in sich geschlossener, höchst unterhaltsamer Film, der als Beispiel eines gelungenen Kulturtransfers allemal ins Staunen versetzt." (von arte)
„"Maqbool" überwältigt mit seinen Schauspielleistungen, fasziniert mit seiner vielschichtigen Story und der sicheren Inszenierung. Es ist weder die beste Shakespeare-Verfilmung noch eine Revolution für Bollywood – sondern eine konsequente und gewagte Mischung aus "Parallel Cinema", Bollywood, Shakespeare und Bollywood. Ein Mix, der hätte missraten können, aber in Bhardwajs Händen zu einem der besten indischen Filme 2003 avancierte.“ (von molodezhnaja.ch)

## Sonstiges
Vishal Bhardwaj ließ sich in einem weiteren Film abermals von Shakespeare inspirieren und drehte den Film Omkara, dessen Vorlage Othello ist. Auch hier versetzte er das Geschehen in ein Gangstermilieu.